# Mario Depangher
Mario Depangher (Capodistria, 1897 – Muggia, 1965) è stato un partigiano e antifascista italiano.

## Biografia

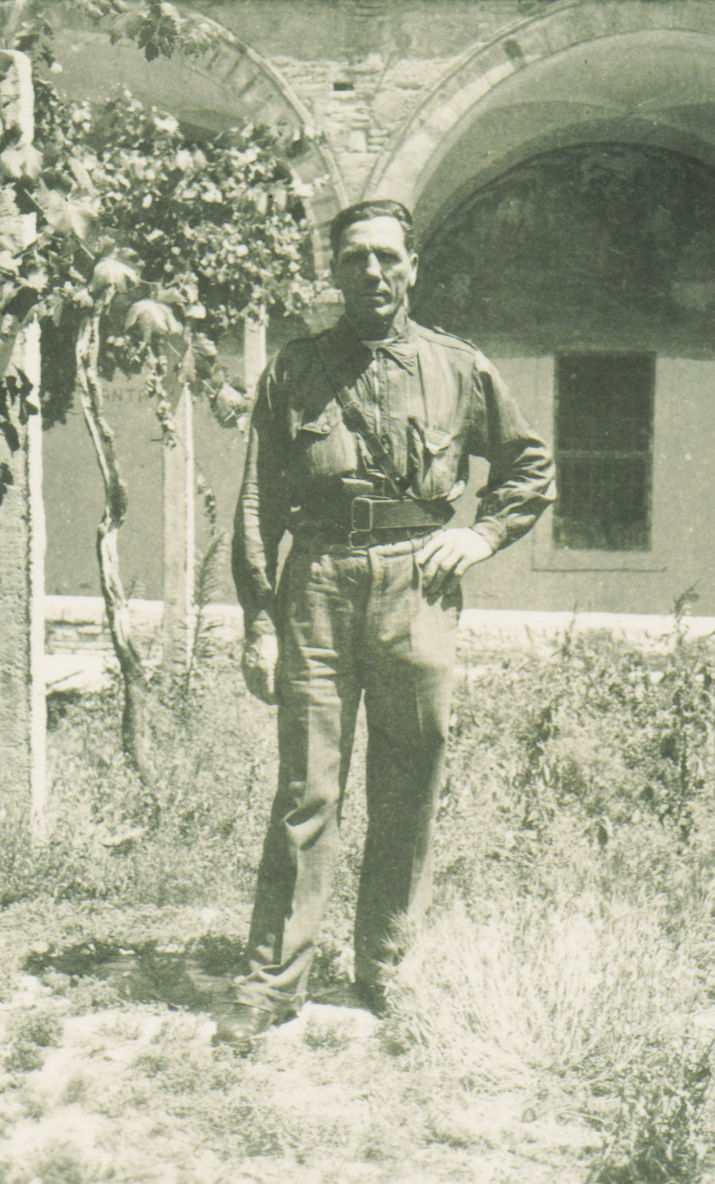
fotografia di Mario Depangher, San Severino 1944

Fin dal 1912 (quando l'Istria faceva ancora parte dell'impero austro-ungarico e Mario Depangher era un ragazzino), aveva intrapreso il suo impegno politico nella gioventù socialista.

Nel 1919 partecipò, a Trieste, alla difesa della Camera del Lavoro assaltata dagli squadristi fascisti. Nello stesso anno, quando era ancora soldato di leva, finì davanti al Tribunale militare per aver svolto propaganda socialista tra i commilitoni.

Arrestato nel 1921 durante uno scontro con i fascisti, in carcere aderì al Partito Comunista Italiano. È del 1928 la sua condanna a 5 anni di confino a Lipari e, dell'anno successivo, la fuga durante una licenza, prima a Vienna, poi a Parigi e, quindi, a Mosca. Rientrato poi illegalmente in Italia per svolgervi attività clandestina, Depangher fu arrestato nel 1931 a Reggio Emilia e condannato a 10 anni di prigione. Scontati i primi due anni di carcere, cominciarono le sue peregrinazioni da una località di confino all'altra: Ponza, Ventotene, San Severino Marche. Si trovava proprio nelle zone di Macerata alla caduta di Mussolini e, non a caso, sulle alture del santuario di San Pacifico nasce una delle prime formazioni partigiane italiane: la "banda Mario", che si collegò con la 24ª Brigata Garibaldi "Ancona" di cui l'antifascista istriano divenne comandante del “Battaglione Mario”.

Dopo la Liberazione, il Comitato di Liberazione Nazionale di San Severino designò proprio Depangher a sindaco del piccolo comune, che lui amministrò sino al ritorno nella sua terra, dove proseguì sino alla morte l'impegno democratico.

A Mario Depangher è stata intitolata una via a San Severino Marche.

## Il battaglione Mario
La banda di Mario fu tra i primi gruppi partigiani che operarono nelle Marche, ma anche uno dei più eterogenei.

La particolarità del battaglione, radunato e guidato dall'omonimo Depangher, era la multi etnicità dei componenti che erano russi, inglesi, croati, serbi, ma anche eritrei, libici, etiopi e somali: a very mixed bunch, una mescolanza di culture diverse, come lo definì allora un partigiano britannico appartenente al gruppo.

La presenza delle diverse etnie nel battaglione fu dovuta alla 1ª esposizione Triennale delle Terre d’Oltremare inaugurata a Napoli  il 9 maggio del 1940, ma ideata già dal 1936 come "Esposizione Tematica Universale", per mostrare l’egemonia italiana sui territori del Corno d'Africa. 

Nella 4ª ricorrenza annuale dalla nascita dell’Impero, a tal proposito furono fatti arrivare dalle colonie circa settanta sudditi, tra somali, etiopi, libici ed eritrei, da mettere in mostra in un villaggio indigeno riprodotto per l’occasione. Tuttavia solo qualche settimana dopo l’apertura della triennale l'esposizione fu chiusa a causa dell'entrata in guerra dell’Italia. Da ciò Gli inglesi bloccarono il transito nel canale di Suez e la piccola compagine africana si vide costretta a rimanere in Italia. Diventata poi un peso per i coordinatori della Triennale, l’intera comunità, tra cui donne e bambini, dopo alcuni spostamenti venne trasferita a Villa Spada, ex manicomio femminile in località Treia, provincia di Macerata.

Alcune fonti misero al corrente i partigiani del battaglione Mario che, su decisione del ministero dell’Africa Italiana, a Villa Spada erano presenti dei prigionieri africani in regime di semilibertà, ma che sul posto era anche presente una stazione di sorveglianza. Decisero allora di azzardare un’azione con lo scopo di liberare i prigionieri e sottrarre armi e munizioni. L'attacco alla Villa fece ottenere alla resistenza non solo fucili mitragliatori, bombe a mano, moschetti e rivoltelle, ma almeno altri 10 compagni partigiani di origini africane che si unirono al gruppo guidato da Depangher, tra i quali anche una donna.

Delle gesta partigiane degli africani del battaglione Mario non si conosce molto. Però è certo che presero parte a tutte le rappresaglie del gruppo e che, per i 10 mesi successivi fu uno dei più operosi dell’entroterra maceratese. Tra le azioni c’è la battaglia di Valdiola, avvenuta tra il 23 e il 24 marzo del 1944 mentre quasi accerchiati dalle truppe tedesche e fasciste, la brigata riuscì ad evitare la dispersione del gruppo continuando a sabotare il nemico. In quel combattimento cadde invece Salvatore Valerio, comandante di un distaccamento, perciò insignito della medaglia d'oro al valor militare alla memoria.